# 八百津橋
八百津橋（やおつばし）は、岐阜県加茂郡八百津町の木曽川に架かる岐阜県道83号多治見白川線の橋梁である。

## 概要
1954年（昭和29年）に開通。幅が狭いため交通量増加に対応できなくなり、1991年（平成3年）に隣接して八百津橋（通称：新八百津橋）が架けられた。従来の八百津橋は歩行者・二輪車専用の橋となっている。

### 八百津橋（新橋）
- 形式 - 鋼ニールセンローゼ橋
- 橋格 - 1等橋 (TL-20)
- 橋長 - 160.000 m
  - 支間割 - 158.500 m
- 幅員
  - 総幅員 - 8.700 m
  - 有効幅員 - 7.500 m
  - 車道 - 7.500 m
  - 歩道 - なし
- 総鋼重 - 907 t
- 床版 - 鉄筋コンクリート
- 施工 - 川崎重工業
- 架設工法 - ケーブルクレーン斜吊り工法

### 八百津橋側道橋（旧橋）
- 供用 ：1954年（昭和29年）
  - 1991年（平成3年）より歩行者・二輪車専用橋になる
- 延長： 116.6 m
- 幅員： 4.5 m
- 橋の構造： ワーレントラス橋
- 区間： 岐阜県加茂郡八百津町伊岐津志 - 岐阜県加茂郡八百津町八百津